# Municipio de Jackson (condado de Blackford)
El municipio de Jackson (en inglés: Jackson Township) es un municipio ubicado en el condado de Blackford en el estado estadounidense de Indiana. En el año 2010 tenía una población de 1354 habitantes y una densidad poblacional de 11,45 personas por km².

## Geografía
El municipio de Jackson se encuentra ubicado en las coordenadas 40°25′42″N 85°16′5″O / 40.42833, -85.26806. Según la Oficina del Censo de los Estados Unidos, el municipio tiene una superficie total de 118.29 km², de la cual 117,99 km² corresponden a tierra firme y (0,25 %) 0,3 km² es agua.

## Demografía
Según el censo de 2010, había 1354 personas residiendo en el municipio de Jackson. La densidad de población era de 11,45 hab./km². De los 1354 habitantes, el municipio de Jackson estaba compuesto por el 97,71 % blancos, el 1,18 % eran afroamericanos, el 0,22 % eran amerindios, el 0,15 % eran asiáticos, el 0,07 % eran de otras razas y el 0,66 % eran de una mezcla de razas. Del total de la población el 0,22 % eran hispanos o latinos de cualquier raza.